# Vancouver Whitecaps FC
Vancouver Whitecaps FC je kanadský fotbalový klub z Vancouveru hrající severoamerickou Major League Soccer.

## Historie
V březnu 2009 komisař Major League Soccer Don Garber potvrdil expanzi ligy do kanadského Vancouveru. Později bylo oznámeno, že tým bude pokračovat se jménem Whitecaps, čímž se naváže na klub v USL First Division založený v roce 1986. Hlavním trenérem se stal Islanďan Teitur Thordarson, trenér Whitecaps v USL. První utkání v MLS Whitecaps odehráli proti kanadským rivalům z Toronta, v utkání zvítězili 4:2. Na dlouhou dobu se ale jednalo o poslední vítězství, Whitecaps jedenáctkrát v řadě nevyhráli a trenér Thordarson byl propuštěn a dočasně nahrazen Tomem Soehnem.
Největšího úspěchu Whitecaps dosáhli v roce 2015. V Západní konferenci se umístili na druhém místě za Dallasem a v základní části na třetím místě. V semifinále konference nestačili na Portland Timbers. Ve stejném roce si připsali své jediné vítězství v domácí soutěži Canadian Championship.
V červenci 2025 přišel do klubu známý německý fotbalista Thomas Müller.

## Soupiska
Pro sezonu 2020
| Číslo |             | Pozice | Hráč               |
| ----- | ----------- | ------ | ------------------ |
| 1     | USA         | B      | Bryan Meredith     |
| 3     | Chile       | O      | Cristián Gutiérrez |
| 4     | Srbsko      | O      | Ranko Veselinović  |
| 6     | Jižní Korea | Z      | Hwang In-beom      |
| 7     | Francie     | Z      | David Milinković   |
| 9     | Kanada      | Ú      | Lucas Cavallini    |
| 11    | Kolumbie    | Ú      | Cristian Dájome    |
| 12    | Kolumbie    | Ú      | Fredy Montero      |
| 13    | Kanada      | O      | Derek Cornelius    |
| 14    | Kanada      | Ú      | Theo Bair          |
| 15    | Anglie      | Z      | Andy Rose          |
| 16    | Kanada      | B      | Maxime Crépeau     |
| 17    | Ghana       | Z      | Leonard Owusu      |
| 19    | Portugalsko | Z      | Janio Bikel        |
| 20    | Tunisko     | O      | Jasser Khmiri      |

| Číslo |           | Pozice | Hráč                  |
| ----- | --------- | ------ | --------------------- |
| 22    | Argentina | O      | Érik Godoy            |
| 26    | Kanada    | Z      | Patrick Metcalfe      |
| 27    | Kanada    | Z      | Ryan Raposo           |
| 28    | USA       | O      | Jake Nerwinski        |
| 29    | Peru      | Ú      | Yordy Reyna           |
| 31    | Kanada    | Z      | Russell Teibert       |
| 34    | Kanada    | O      | Gianfranco Facchineri |
| 51    | Kanada    | B      | Thomas Hasal          |
| 53    | Irák      | O      | Ali Adnan Kadhim      |
| 54    | Kanada    | Z      | Simon Colyn           |
| 55    | Kanada    | Z      | Michael Baldisimo     |
| 56    | Kanada    | Z      | Georges Mukumbilwa    |
| 62    | Kanada    | Z      | Damiano Pelice        |
| 87    | Kanada    | Ú      | Tosaint Ricketts      |

## Umístění v jednotlivých sezonách
| Major League Soccer (2011 – ) |    |    |    |    |      |                     |               |                       |                  |
| Sezóna                        | Z  | V  | R  | P  | Body | Pozice (konf./liga) | Play-off      | Canadian Championship | Liga mistrů      |
| 2011                          | 34 | 6  | 10 | 18 | 28   | 9. / 18.            | —             | Finále                | —                |
| 2012                          | 34 | 11 | 10 | 13 | 43   | 5. / 11.            | 1. kolo       | Finále                | —                |
| 2013                          | 34 | 13 | 9  | 12 | 53   | 7. / 13.            | —             | Finále                | —                |
| 2014                          | 34 | 12 | 14 | 8  | 50   | 5. / 9.             | 1. kolo       | Semifinále            | —                |
| 2015                          | 34 | 16 | 5  | 13 | 53   | 2. / 3.             | Semifinále ZK | Vítěz                 | Základní skupina |
| 2016                          | 34 | 10 | 9  | 15 | 39   | 8. / 16.            | —             | Finále                | Semifinále       |
| 2017                          | 34 | 15 | 7  | 12 | 52   | 3. / 8.             | Semifinále ZK | Semifinále            | —                |
| 2018                          | 34 | 13 | 8  | 13 | 47   | 8. / 14.            | —             | Finále                | —                |
| 2019                          | 34 | 8  | 10 | 16 | 34   | 12. / 23.           | —             | 3. kolo               | —                |

## Úspěchy
- 3× Canadian Championship (2015, 2022, 2023)